# Heinz Körvers
Heinz Körvers (3 juli 1915 – 29 december 1942) was een Duits handballer.
Op de Olympische Spelen van 1936 in Berlijn won hij de gouden medaille met Duitsland. Körvers speelde één wedstrijd als doelman.
Willy Bandholz · Wilhelm Baumann · Helmut Berthold · Helmut Braselmann · Wilhelm Brinkmann · Georg Dascher · Kurt Dossin · Fritz Fromm · Hermann Hansen · Erich Herrmann · Heinrich Keimig · Hans Keiter · Alfred Klingler · Arthur Knautz · Heinz Körvers · Karl Kreutzberg · Wilhelm Müller · Günther Ortmann · Edgar Reinhardt · Fritz Spengler · Rudolf Stahl · Hans Theilig
- Gemeinsame Normdatei: 140694226
- International Standard Name Identifier: 0000 0000 7742 9711
- Virtual International Authority File: 107694382